# 電子顕微鏡

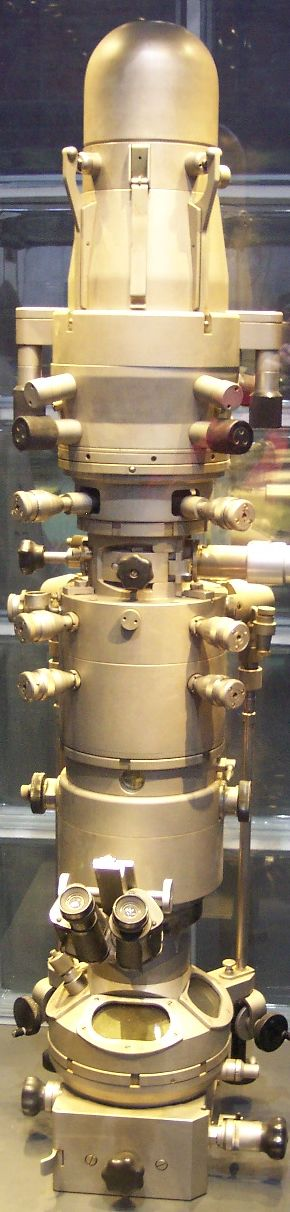
電子顕微鏡

電子顕微鏡（でんしけんびきょう）とは、通常の顕微鏡（光学顕微鏡）では、観察したい対象に光（可視光線）をあてて像を得るのに対し、光の代わりに電子（電子線）を用いる顕微鏡のこと。電子顕微鏡は、物理学、化学、工学、生物学、医学（診断を含む）などの各分野で広く利用されている。
光学顕微鏡の接眼部にCCDイメージセンサと液晶ディスプレイを設置した物を「電子顕微鏡」と称している場合があるが、本項では記述しない。

## 特徴
高分解能の観察が可能
光学顕微鏡の分解能（2つの点が「2つの点」として分離して観察される最短の距離）の限界は、可視光線の波長によって理論的に100ナノメートル程度に制限されており、それより小さな対象（例：ウイルス）を観察することはできない。一方、電子顕微鏡では、電子線の持つ波長が可視光線のものよりずっと短いので、理論的には分解能は0.1ナノメートル程度にもなる（透過型電子顕微鏡の場合）。光学顕微鏡では見ることのできない微細な対象を観察（観測）できるのが利点である。現在では、高分解能の電子顕微鏡を用いれば、原子レベルの大きさのものを観察（観測）可能である。
一般に誤解されがちであるが、電子顕微鏡の光学顕微鏡に対する利点は倍率ではなく分解能である。光学顕微鏡でも写真を拡大したり、高倍率の接眼レンズや中間レンズを用いれば、理論的には無限に高倍率の画像は得られる。ただし分解能以下の対象はどれだけ倍率を上げても細部は見えてこないので無意味である。
大がかりな装置
電子線を発生させる電子銃の性質から、数キロボルトから数百キロボルト、時にはそれ以上の高電圧が必要である。また安定した電子線照射のために、顕微鏡内は同じく安定した真空に保たれていなければならない。したがって高電圧の発生装置や真空ポンプ、顕微鏡自体は耐圧構造でなければならないなど、装置が大がかりになりがちで専用の部屋が必要なこともあるが、走査型電子顕微鏡に限っては卓上に置けるタイプなど小型製品も増えてきている。市販されている電子顕微鏡の価格は種類によって数百万円から数億円程度である。

## 種類
電子顕微鏡には、大きく分けて下記の2種類がある

### 透過型電子顕微鏡
透過型電子顕微鏡 (Transmission Electron Microscope; TEM)は観察対象に電子線をあて、それを透過してきた電子線を拡大して観察する顕微鏡。対象の構造や構成成分の違いにより、どのくらい電子線を透過させるかが異なるので、場所により透過してきた電子の密度が変わり、これが顕微鏡像となる。電磁コイルを用いて透過電子線を拡大し、電子線により光る蛍光板にあてて観察したり、フィルムやCCDカメラで写真を撮影する。観察対象を透かして観察することになるため、試料をできるだけ薄く切ったり、電子を透過するフィルムの上に塗りつけたりして観察する。

### 走査型電子顕微鏡

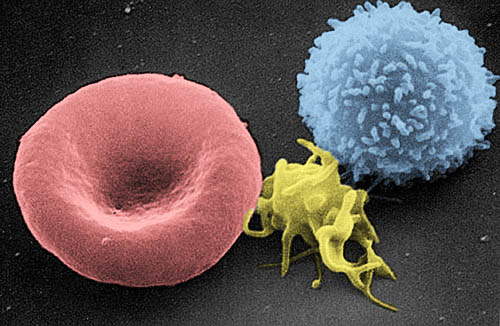
走査型電子顕微鏡で捉えた赤血球（左）と血小板（中）と白血球（右）。

走査型電子顕微鏡 (Scanning Electron Microscope; SEM)は観察対象に電子線をあて、そこから反射してきた電子（または二次電子）から得られる像を観察する顕微鏡。走査型の名は、対象に電子線を当てる位置を少しずつずらしてスキャン（走査）しながら顕微鏡像が形づくられることから。電子は検出器に集められ、コンピュータを用いて2次元の像が表示される。
対象の表面の形状や凹凸の様子、比較的表面に近い部分の内部構造を観察するのに優れている。以前は観察対象が導電性のないものの場合、電子線をあて続けると表面が帯電してしまい、反射する電子のパターンが乱れるため、観察対象の表面をあらかじめ導電性を持つ物質で薄くコーティングしておくことが行われていたが、近年は前処理不要で低真空にて観察できる製品も増えてきている。
また、両者の特徴を合わせ持つ走査型透過電子顕微鏡 (Scanning Transmission Electron Microscope; STEM) も近年注目されつつある。

## レンズ構造の違い
静電レンズ式
静電場を利用して電子を収束する。電源電圧が不安定でも比較的安定して使用する事が出来、使用する材料も電磁レンズ式よりも少なくて良かったので戦中、戦後の日本で使用された。反面、高分解能化には高電圧化する必要があり、絶縁耐圧を高める必要がある等、構造が単純な反面、高分解能化には適していなかった。
電磁レンズ式
静電レンズ式よりも高分解能が得られる。

## 電子顕微鏡の歴史

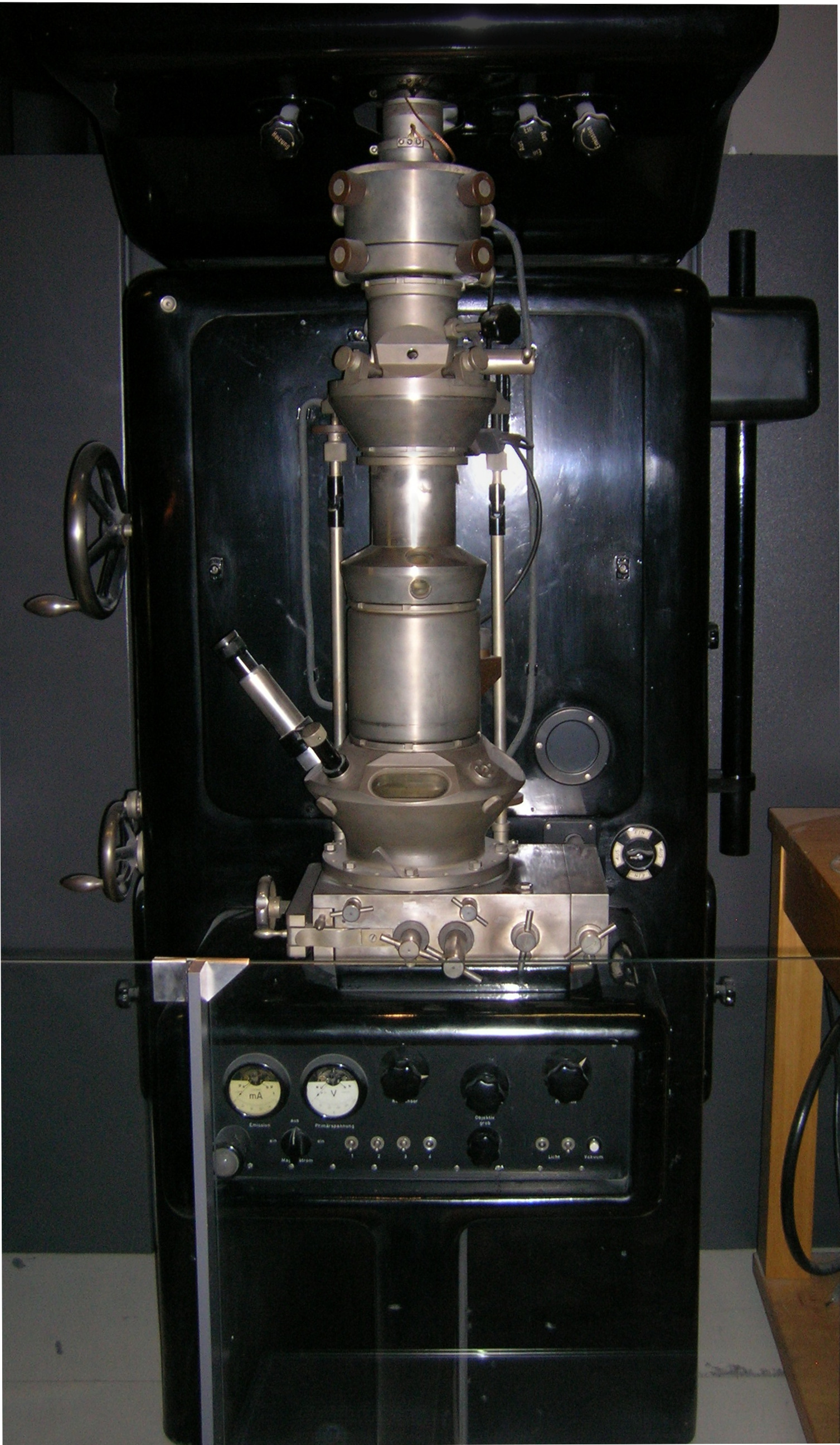
マックス・クノールとエルンスト・ルスカが1931年に開発した電子顕微鏡

磁場の電子線に対するレンズ作用を実験で示したのは1927年ドイツのハンス・ブシュ(Hans Busch) である。最初の電子顕微鏡 (TEM) は1931年にベルリン工科大学のマックス・クノールとエルンスト・ルスカが開発した。さらにルスカは性能を高め、この功績で1986年にノーベル物理学賞を受賞した。シーメンスの科学ディレクターだったユダヤ系ドイツ人のレインホールド・ルーデンベルク（en:Reinhold Rudenberg）が1931年、特許をとり、1938年に電子顕微鏡を売り出す。走査型電子顕微鏡 (SEM) は1937年マンフレート・フォン・アルデンヌ (Manfred von Ardenne) によって製作された。1950年代から多くの分野で活用された。さらに短波長の電子線（加速電圧の向上）などによって性能は向上した。
日本においては、1940年に菅田榮治(大阪大学)が初めて国産第一号、倍率一万倍の電子顕微鏡を完成させている。瀬藤象二が国産化のための技術開発に貢献した。また、1951年には日比忠俊が蒸着材料に金やウラン以外の金属を利用し、より鮮明な画像を得る試料作製手法を開発した。

## 利用
生物学の分野では、電子顕微鏡の利用は大きな影響を与えた。ウイルスの発見や、細胞小器官の構造など、得られたものは大きい。この分野で電子顕微鏡によって観察できるような微細な構造のことを微細構造 (Ultrastructure) という。
また、材料学においても転位や積層欠陥等材料の特性を決定する欠陥構造の解明、カーボンナノチューブをはじめとするナノ構造材料の発見と構造解析におおきな役割をはたしてきた。

## 電子顕微鏡を製造・販売している会社・電子顕微鏡を扱う学会
- 日立ハイテク
- 日本電子
- キーエンス
- FEI Company
- カール・ツァイス
- COXEM
- 日本顕微鏡学会